# Martín Fabro
Martín Fabro (José Mármol, Provincia de Buenos Aires, Argentina; 19 de abril de 1985) es un exfutbolista y actual director técnico argentino. Jugaba como mediocampista ofensivo y su primer equipo fue Independiente. Su último club antes de retirarse fue Boca Unidos de Corrientes.
Actualmente es entrenador de Boca Unidos de Corrientes haciendo dupla técnica con Leonardo Baroni.

## Trayectoria
Comenzó su carrera profesional en Independiente, donde debutó el 20 de septiembre de 2004 y se mantuvo hasta finales de 2006. En marzo de 2007 firmó contrato por una temporada con Montreal Impact de Canadá, pero en julio de ese mismo año fue puesto en libertad.
De regreso en Argentina se incorporó a Godoy Cruz de Mendoza, donde consiguió el ascenso a Primera División. Siguió una temporada más en el Tomba, aunque sin tanta participación como había tenido en la Primera B Nacional.
A mediados de 2009 llega a Deportivo Merlo; el gran nivel mostrado a lo largo del campeonato lo llevó a tener una nueva chance en el exterior, ya que en 2010 es contratado por Olmedo de Ecuador para la segunda parte del torneo. En 2011 retorna al fútbol argentino para jugar la Primera B Metropolitana con la camiseta de Brown de Adrogué, donde el buen nivel mostrado durante el primer semestre del año le permitió pasar a Atlanta, recientemente ascendido a la Primera B Nacional.
A principios de 2012 regresa a Brown de Adrogué y se transforma en la gran figura del equipo que en la temporada 2012/13 logra el ascenso a la Primera B Nacional (el primero en la historia del club) tras ganarle por penales a Almagro. Arregló su continuidad para la siguiente temporada, en la que Brown comenzó haciendo una buena campaña que luego fue desdibujándose hacia la parte final del campeonato y que no le permitió mantenerse en la categoría.
Pese al descenso, el volante fue uno de los puntos altos de su equipo y eso despertó el interés de Unión de Santa Fe, que lo contrató para el Torneo Transición 2014. En el Tatengue integró el plantel que logró el ascenso a Primera División.

## Clubes

### Como jugador
| Club                      | País      | Año       |
| ------------------------- | --------- | --------- |
| Independiente             | Argentina | 2004-2006 |
| Montreal Impact           | Canadá    | 2007      |
| Godoy Cruz de Mendoza     | Argentina | 2007-2009 |
| Deportivo Merlo           | Argentina | 2009-2010 |
| Olmedo                    | Ecuador   | 2010      |
| Brown de Adrogué          | Argentina | 2011      |
| Atlanta                   | Argentina | 2011      |
| Brown de Adrogué          | Argentina | 2012-2014 |
| Unión de Santa Fe         | Argentina | 2014-2015 |
| Boca Unidos de Corrientes | Argentina | 2015-2017 |
| Brown de Adrogué          | Argentina | 2017-2018 |
| Boca Unidos de Corrientes | Argentina | 2018-2021 |

### Como entrenador
| Club                      | País      | Año       |
| ------------------------- | --------- | --------- |
| Boca Unidos de Corrientes | Argentina | 2021-2022 |

## Estadísticas

### Como jugador
- Actualizado al final de su carrera deportiva

| Club                      | Div.                | Temporada           | Liga | Liga | Copa Nacional | Copa Nacional | Copa Internacional | Copa Internacional | Total | Total |
| Club                      | Div.                | Temporada           | PJ   | G    | PJ            | G             | PJ                 | G                  | PJ    | G     |
| ------------------------- | ------------------- | ------------------- | ---- | ---- | ------------- | ------------- | ------------------ | ------------------ | ----- | ----- |
| Independiente Argentina   |                     |                     |      |      |               |               |                    |                    |       |       |
| 1.ª                       | 2004/05             | 16                  | 1    | -    | -             | -             | -                  | 16                 | 1     |       |
| 1.ª                       | 2005/06             | 31                  | 2    | -    | -             | -             | -                  | 31                 | 2     |       |
| 1.ª                       | 2006/07             | 5                   | 0    | -    | -             | -             | -                  | 5                  | 0     |       |
| Total                     | Total               | 52                  | 3    | -    | -             | -             | -                  | 52                 | 3     |       |
| Montreal Impact · Canadá  |                     |                     |      |      |               |               |                    |                    |       |       |
| 2.ª                       | 2007                | 17                  | 2    | -    | -             | -             | -                  | 17                 | 2     |       |
| Total                     | Total               | 17                  | 2    | -    | -             | -             | -                  | 17                 | 2     |       |
| Godoy Cruz Argentina      |                     |                     |      |      |               |               |                    |                    |       |       |
| 2.ª                       | 2007/08             | 26                  | 4    | -    | -             | -             | -                  | 26                 | 4     |       |
| 1.ª                       | 2008/09             | 8                   | 0    | -    | -             | -             | -                  | 8                  | 0     |       |
| Total                     | Total               | 34                  | 4    | -    | -             | -             | -                  | 34                 | 4     |       |
| Deportivo Merlo Argentina |                     |                     |      |      |               |               |                    |                    |       |       |
| 2.ª                       | 2009/10             | 37                  | 4    | -    | -             | -             | -                  | 37                 | 4     |       |
| Total                     | Total               | 37                  | 4    | -    | -             | -             | -                  | 37                 | 4     |       |
| Olmedo · Ecuador          |                     |                     |      |      |               |               |                    |                    |       |       |
| 1.ª                       | 2010                | 17                  | 0    | -    | -             | -             | -                  | 17                 | 0     |       |
| Total                     | Total               | 17                  | 0    | -    | -             | -             | -                  | 17                 | 0     |       |
| Brown (A) Argentina       |                     |                     |      |      |               |               |                    |                    |       |       |
| 3.ª                       | 2010/11             | 18                  | 7    | -    | -             | -             | -                  | 18                 | 7     |       |
| 3.ª                       | 2011/12             | 19                  | 2    | -    | -             | -             | -                  | 19                 | 2     |       |
| 3.ª                       | 2012/13             | 38                  | 6    | 2    | 0             | -             | -                  | 40                 | 6     |       |
| 2.ª                       | 2013/14             | 39                  | 12   | -    | -             | -             | -                  | 39                 | 12    |       |
| 2.ª                       | 2017/18             | 19                  | 2    | -    | -             | -             | -                  | 19                 | 2     |       |
| Total                     | Total               | 133                 | 29   | 2    | 0             | -             | -                  | 135                | 29    |       |
| Atlanta Argentina         |                     |                     |      |      |               |               |                    |                    |       |       |
| 2.ª                       | 2011/12             | 13                  | 1    | 1    | 0             | -             | -                  | 14                 | 1     |       |
| Total                     | Total               | 13                  | 1    | 1    | 0             | -             | -                  | 14                 | 1     |       |
| Unión Argentina           |                     |                     |      |      |               |               |                    |                    |       |       |
| 2.ª                       | 2014                | 16                  | 3    | -    | -             | -             | -                  | 16                 | 3     |       |
| 1.ª                       | 2015                | 8                   | 0    | 1    | 1             | -             | -                  | 9                  | 1     |       |
| Total                     | Total               | 24                  | 3    | 1    | 1             | -             | -                  | 25                 | 4     |       |
| Boca Unidos Argentina     |                     |                     |      |      |               |               |                    |                    |       |       |
| 2.ª                       | 2015                | 18                  | 2    | -    | -             | -             | -                  | 18                 | 2     |       |
| 2.ª                       | 2016                | 20                  | 2    | -    | -             | -             | -                  | 20                 | 2     |       |
| 2.ª                       | 2016/17             | 25                  | 5    | -    | -             | -             | -                  | 25                 | 5     |       |
| 3.ª                       | 2018/19             | 23                  | 7    | 2    | 3             | -             | -                  | 25                 | 10    |       |
| 3.ª                       | 2019/20             | 16                  | 4    | 4    | 1             | -             | -                  | 20                 | 5     |       |
| 3.ª                       | 2020                | 1                   | 0    | 1    | 0             | -             | -                  | 2                  | 0     |       |
| Total                     | Total               | 103                 | 20   | 7    | 4             | -             | -                  | 110                | 24    |       |
| Total en su carrera       | Total en su carrera | Total en su carrera | 430  | 66   | 11            | 5             | -                  | -                  | 441   | 71    |

## Palmarés
| Título                     | Club                  | País      | Año  |
| -------------------------- | --------------------- | --------- | ---- |
| Ascenso a Primera División | Godoy Cruz de Mendoza | Argentina | 2008 |
| Ascenso a la B Nacional    | Brown de Adrogué      | Argentina | 2013 |
| Ascenso a Primera División | Unión de Santa Fe     | Argentina | 2014 |